# Великий Ключів
Вели́кий Ключів — село в Україні, у Нижньовербізькій сільській громаді Коломийського району Івано-Франківської області.
Розташоване за 14 км від районного центру і залізничної станції Коломия. У Великому Ключеві є церква Преподобної Параскеви Сербської, середня школа, клуб, бібліотека, кілька крамниць. Село добре загосподарене.

## Географія
У селі бере початок річка Весняк (по-ключівськи Вісньик), ліва притока Лючки.

## Археологічні дослідження
Великий Ключів — одне з найдавніших європейських і українських сіл. На території села здавен жили люди. Знайдені археологічні предмети дають підставу припускати, що тут мешкали представники трипільської культури (6—3 тис. до н. е.), культури кулястих амфор (4—3 тис. до н. е.), культури шнурової кераміки, або культури бойових сокир (кін. 3-го — середина 2 тис. до н. е.) та в добу культури карпатських курганів (II—V ст.). Оскільки культура карпатських курганів — це поселення давньогерманських племен (за версією відомого українського археолога, доктора історичних наук Ліни Вакуленко, це були племена тайфалів), то можна вважати, що кілька урочищ села мають давньогерманську (німецьку) назву.

## Історія
Після того, як кочові азійські народи спустошили Європу (V—VI ст.), велика кількість давніх германців покинула територію України, хоч у гірських теренах, захищених річками й лісами, вони могли залишитися і згодом перемішатися з новоприйшлими племенами. Очевидно, у той період (VI ст.) навколишні села й містечка заселило одне з могутніх слов'янських племен з чудовим і самобутнім фольклором, нащадками якого є сучасні мешканці Великого Ключева. Згодом, у IX—X ст. тут могли опинитися пастуші племена волохів, які також залишили помітний слід у топоніміці Великого Ключева, у говірці села та в прізвищах і прізвиськах.
За до кінця неперевіреною інформацією, ще 1367 р. згадуються 4 соляні родовища на Прикарпатті, зокрема й у с. Уторопах та в с. Ключеві. Достовірніше повідомлення маємо в грамоті польського короля Ягайла від 26 жовтня 1416 року, яка дана у м. Неполомичах (Польща) і яка написана латинською мовою. Там поміж сіл нинішньої Коломийщини мова йде і про Ключів, який подано як Кличів на річці Кличів.
Згадується 1 липня 1443 року в книгах галицького суду як Ключв (Cluczw). У податковому реєстрі 1515 року документується 4 лани (близько 100 га) оброблюваної землі та піп (отже, уже тоді була церква).
На 1 січня 1939 р. в селі проживало 3690 мешканців, з них 3675 українців, 5 поляків, 10 євреїв. Село належало до ґміни Вербіж Вижний Коломийського повіту Станиславівського воєводства.
Під час Другої світової війни і в післявоєнний період жителі села чинили опір окупантам. 2 жовтня 1951-го на околиці села в бункері героїчно загинули: керівник Коломийського окружного проводу Іван Кулик («Сірий», «К-5»), кущовий керівник ОУН Юрій Дронюк («Яр»), друкарка Коломийського окружного проводу «Муха»

## Населення

### Мова
Розподіл населення за рідною мовою за даними перепису 2001 року:
| Мова       | Кількість | Відсоток |
| ---------- | --------- | -------- |
| українська | 3404      | 99.62%   |
| російська  | 10        | 0.29%    |
| білоруська | 2         | 0.06%    |
| румунська  | 1         | 0.03%    |
| Усього     | 3417      | 100%     |

## Етнографія
У селі виготовляли і довго були в ужитку бисаги. Тамтешні жінки носили в бесагах до Коломиї молочні вироби, за що їх і досі прозивають «бисажіниками», а в новіші часи — «парашутистами». У 1960-1970-ті, коли великоключівські мали ще мало власного транспорту і користувалися автобусом «Коломия — Великий Ключів», він був завжди переповнений як пасажирами, так і їхніми бисагами. До 1950-х жінки йшли з бисагами до Коломиї пішки, іноді їхали на фірі чи ровері. У 1990-ті рідко хто використовує бисаги, а тому й іронічна назва «бисажіники» вживається теж рідко.
До Першої світової війни мешканці виготовляли з бересту табачірки — невеличкі пуделка для тютюну (табаки). Село мало своїх майстрів: кушнірів, різьбярів, боднарів, вишивальниць, писанкарок (писарьок), ткачів, шевців (тих, що виготовляли постоли називали постоліникьи), стельмахів, столярів. Тут також були свої народні музики. Головний танець колись називався «Танец», а з недавніх часів — «Гуцулка». Побутували танці «Буковинка», «Опришок», «Гайдук», які не збереглися. Натомість досі танцюють чоловічий танець «Арґан» («Аркан») та «Ковалівка» (в інших селах — «Колесо», «Яблунівка», «Копачівка», «Купка»). Парний танець — «Гуцулка», молодіжний танець — «Голубка» (в новітні часи дещо викривлений його первісний зміст, який набув вульгарності).
Головні свята: Різдво (Колідникьи), Великдень, Трійця (Зелені свьита), Івана, Петра й Павла (Петра), Спаса, Андрея. Николая. Храмове свято — Парасковея (переносять на неділю), бо місцева церква Преподобної Параскеви Сербської.
Різдвяні свята починаються 6 січня Святим вечором (у місцевій говірці — Світий вечір), є Свята вечеря з такими стравами: кутя (у селі нема такого слова, на кутю кажуть «пшениці»); риба смажена, риба-оселедець, риба тушкована (замащена риба), маленькі варенички (крепликьи) з медом чи з повидлом, чи з капустою, чи з маком; картопля (мандабурка) з олією і підсмаженою цибулею, грибна підлива (гриби), пісні голубці з кукурудзяним борошном (це тепер варять не всі ґаздині), узвар з сливками і квасолями (вар з сливками і фасульми), пампушки. Всі страви, зрозуміло, пісні. На Різдво готують інші страви, масні. Колись на Різдво зранку люди приходили до церкви зі своїми різьбленими трійцями і залишали їх у церкві до Йорданських свят.
На свято Меланії (у місцевій говірці — Милані) ходять гурти перебранців «Миланкьи», колись перебиралися лише парубки, від кін. 1970-х перебираються дівчата й парубки, іноді молоді ґазди, або й діти. На кожному кутку ходить один або й два гурти і «миланкуют». Увечері на Миланії молодь грається і ворожить.
На Навечер'я Богоявлення або другий Святий вечір (18 січня) готують ті самі страви, що й на перший Святий вечір. Проте у цей вечір не колядують і не щедрують, на відміну від межівного с. Мишина, де ще більше щедрують, ніж колядують на перший Святий вечір.
Богоявлення Господнє (у місцевій говірці — Відорщі, Йорданські свьита). Люди йдуть до церкви з прикрашеними збанками, бляшками, у яких несуть воду для посвячення. Давніше до церкви йшли з порожнім посудом, щоби набрати посвяченої води в річці, а після служби Божої в церкві всі розбирали трійці з восковими свічками, запалювали їх і так ішов весь сільський хід до річки Ключівки, де священик святив воду в ополонці. Тоді спеціально робили з льоду хрест і замаювали його. Священик занурював хрест у воду, посвячував воду, люди набирали води, чоловіки стріляли з рушниць і пістолів, а жінки запалювали від трійць головешку вербового м'якушу (чіру) і обережно несли його додому, аби він не загас. Удома тричі куштували (кушіли) свяченої води, посвячували нею хату, стайню, стодолу і все живе, мили йорданською водою коровам вим'я, а дітей підкурювали йорданським вогнем- чіром, аби вони не лякалися. Також приліплювали воскові хрестики. Донедавна у нас ніхто не знав про те, що на Водорхреща треба купатися.
Урочисто святкували свято Стрітення, хоча ніхто не посвячував свічки і такого терміну як Стрітенська свічка не існувало.
Суворо дотримувалися передвеликоднього посту, який називається Говіні (Говіння).

## Фольклор
Найдавнішими автентичними піснями села є колядки-жеканки, названі так через те, що кожен новий рядок починається з вигуку «Же!» (повний рядок «Гой дай, же!» (в інших селах «Гой дай Боже!», «Ой, дай Боже!», «Дай Боже!»), У давні часи їх колядували лише чоловіки, а згодом чоловіки з жінками, парубки з дівками. Колядують під хатою. У селі не щедрують і нема щедрівок. Також не засівають. Лише свято Маланії «миланкуют» і колись щедрували «Ой то нині Миланічко, завтра буди Василічко», а тепер «Ой, сивая тая зазуленька».
Дуже давні весільні співанки, т. зв. «бирвінкові», які починаються рядком «Лижьили бирви бирвінковіє» або ж «Бай лижит бирвен бирвінковіє». Відомі 5 мелодій цих «бирвінкових». А також є «забирвінкові» співанки. Багато застільних весільних співанок та дрібоньких, які переважно називають коломийками, але в Ключеві так не називають ані танець, ані співанки.
Великодніх співанок є не аж так багато і різновидів мелодій 5—6. Припускають, що це найновіший фольклор, запозичений з центральних теренів України.
Головні танці — парний танець «Гуцулка» (колись казали просто «Танец»), чоловічий танець «Арґан» (занесений у село з смт Печеніжина на поч. XX ст.), чоловічий танець «Ковалівка» (занесений у 1930-ті рр. з с. Ковалівки, де його називали «Колесо» і запозичили у с. Космачі); «Голубка» (занесений у повоєнні 1940-ті). У танці «Гуцулці» колись усі «тріслисі», «потрісалисі», згодом «потрісалисі» лише чоловіки, а тепер рідко хто танцює цим прадавнім способом. Також під час «Гуцулки» чоловіки приспівують, висвистують, вигукують, «тропасуют», «вібивают», «сідают гайдука», роблять різні індивідуальні кроки.
Купальські звичаї і пісні, петрівчані пісні невідомі.

## Відомі люди
- Савчук Микола Васильович — український журналіст, письменник-гуморист, краєзнавець, заслужений артист України, Почесний краєзнавець України.
- Жмундуляк Дмитро Дмитрович (1971—2021) — український фольклорист. Кандидат філологічних наук (2003). Заслужений працівник культури України (2002). Директор Державного архіву Чернівецької області.
- Васильчук Микола Миколайович — український письменник, науковець, кандидат філологічних наук (2003), доцент Прикарпатського національного університету ім. В. Стефаника.
- Ґриджин Василь — митець-різьбяр.
- Дронюк Микола Миколайович (1938—2024) — науковець, кандидат технічних наук.
- Капатрук Микола Дмитрович — науковець, кандидат філологічних наук (1982), доцент Чернівецького національного університету ім. Ю. Федьковича.
- Кобилянський Іван Юрійович (1941—1993)- кандидат філологічних наук (1986).
- Ковальчук-Юріяк Марія Федорівна (1934—1992) — відома народна майстриня.
- Ковцуняк Василь Іванович (1973—2003) — кандидат богословських наук.
- Луцак Ганна Миколаївна (1954—2014)— заслужений працівник культури України.
- Маковійчук Василь Миколайович (1935—2015) — художник, скульптор.
- Стефурак Іван Миколайович — поет, автор низки поетичних збірок.
- Ужитчак Дмитро Миколайович (1950—2003) — поет.
- Федорчак Юрій Миколайович (1887—1932) — педагог, учасник національно-визвольних змагань, діяч української торгівлі в Галичині.
- Кабалюк Дмитро Васильович (1981—2014) — вояк резервного батальйону оперативного призначення «Донбас» Національної гвардії України. Загинув у бою в ніч на 30 серпня під Іловайськом (Донецька область) під час виходу з оточення.